# The Shaman Sorceress
Pour plus de détails, voir Fiche technique et Distribution.
The Shaman Sorceress est un film d'animation sud-coréen réalisé par Ahn Jae-huun et sorti en 2018.

## Fiche technique
- Titre original : The Shaman Sorceress
- Réalisation : Ahn Jae-huun
- Scénario : Kim Dong-ri
- Décors : Seo Ju-yeong
- Costumes :
- Direction artistique :
- Animation : Kim Hyun-kyoung
- Photographie :
- Montage : Ham Jong-min
- Musique : Kang Sang-ku
- Producteur : Ahn Jae-huun
- Sociétés de production : Meditation with a Pencil
- Société de distribution :
- Pays d'origine :  Corée du Sud
- Langue originale : coréen
- Format : couleur
- Genre : animation
- Durée : 85 minutes
- Dates de sortie :
  - Corée du Sud : 6 octobre 2018 (Festival international du film de Busan)[1]
  - France : 15 juin 2020 (Festival international du film d'animation d'Annecy, en ligne)

## Accueil
Le film a été sélectionné au Festival international du film d'animation d'Annecy 2020 dans la catégorie Contrechamp. En raison de la pandémie de Covid-19, cette édition s'est faite « en ligne », mais sans diffusion publique de certains longs métrages. Ce film faisait partie de ceux disponibles en intégralité pour le public.

## Distinction
- 2020 : Mention du jury Contrechamp au Festival international du film d'animation d'Annecy.